# Diskografie Billie Eilish
Toto je seznam vydané diskografie americké zpěvačky Billie Eilish.

## Alba

### Studiová alba
| Název                                    | Detaily o albu                                                    | Umístění v hitparádách | Umístění v hitparádách | Umístění v hitparádách | Umístění v hitparádách | Umístění v hitparádách | Umístění v hitparádách | Umístění v hitparádách | Umístění v hitparádách | Umístění v hitparádách | Umístění v hitparádách | Prodeje                                     | Certifikace |
| Název                                    | Detaily o albu                                                    | US                     | AUS                    | AUT                    | CAN                    | DEN                    | NLD                    | NOR                    | NZ                     | SWE                    | UK                     | Prodeje                                     | Certifikace |
| ---------------------------------------- | ----------------------------------------------------------------- | ---------------------- | ---------------------- | ---------------------- | ---------------------- | ---------------------- | ---------------------- | ---------------------- | ---------------------- | ---------------------- | ---------------------- | ------------------------------------------- | --- |
| When We All Fall Asleep, Where Do We Go? | - Vydáno: 29. března 2019 - Vydavatelství: Darkroom, Interscope   | 1                      | 1                      | 1                      | 1                      | 1                      | 1                      | 1                      | 1                      | 1                      | 1                      | - CAN: 91,000 - FRA: 93,453 - UK: 923,589   | - RIAA: 4× Platinum - ARIA: 5× Platinum - BPI: 3× Platinum - IFPI AUT: 4× Platinum - IFPI DEN: 6× Platinum - IFPI NOR: 7× Platinum - MC: 7× Platinum - RMNZ: 7× Platinum |
| Happier Than Ever                        | - Vydáno: 30. července 2021 - Vydavatelství: Darkroom, Interscope | 1                      | 1                      | 1                      | 1                      | 1                      | 1                      | 1                      | 1                      | 1                      | 1                      | - CAN: 18,000 - UK: 346,911                 | - ARIA: Platinum - BPI: Platinum - IFPI AUT: Platinum - IFPI DEN: 2× Platinum - MC: 2× Platinum - RMNZ: 3× Platinum                                                      |
| Hit Me Hard and Soft                     | - Vydáno: 17. května 2024 - Vydavatelství: Darkroom, Interscope   | 2                      | 1                      | 1                      | 1                      | 1                      | 1                      | 1                      | 1                      | 1                      | 1                      | - CAN: 224,000 - FRA: 172,965 - UK: 310,269 | - RIAA: 2× Platinum - ARIA: Platinum - BPI: Platinum - GLF: 2× Platinum - IFPI AUT: Platinum - IFPI DEN: 2× Platinum - MC: 2× Platinum - RMNZ: 3× Platinum               |

### Koncertní alba
| Název                     | Detaily                                                                     | Umístění v hitparádách | Umístění v hitparádách |
| Název                     | Detaily                                                                     | US                     | US Alt                 |
| ------------------------- | --------------------------------------------------------------------------- | ---------------------- | ---------------------- |
| Live at Third Man Records | - Vydáno: 6. prosince 2019 - Vydavatelství: Darkroom, Interscope, Third Man | 55                     | 6                      |

## Extended play
| Název                                                                                   | Detaily o albu                                                        | Umístění v hitparádách | Umístění v hitparádách | Umístění v hitparádách | Umístění v hitparádách | Umístění v hitparádách | Umístění v hitparádách | Umístění v hitparádách | Umístění v hitparádách | Umístění v hitparádách | Umístění v hitparádách | Prodeje       | Certifikace |
| Název                                                                                   | Detaily o albu                                                        | US                     | AUS                    | AUT                    | CAN                    | DEN                    | NLD                    | NOR                    | NZ                     | SWE                    | UK                     | Prodeje       | Certifikace |
| --------------------------------------------------------------------------------------- | --------------------------------------------------------------------- | ---------------------- | ---------------------- | ---------------------- | ---------------------- | ---------------------- | ---------------------- | ---------------------- | ---------------------- | ---------------------- | ---------------------- | ------------- | --- |
| Don't Smile at Me                                                                       | - Vydáno: August 11. srpna 2017 - Vydavatelství: Darkroom, Interscope | 14                     | 6                      | 23                     | 10                     | 11                     | 10                     | 6                      | 3                      | 4                      | 12                     | - UK: 654,788 | - RIAA: Platinum - ARIA: 2× Platinum - BPI: 2× Platinum - IFPI AUT: Platinum - IFPI DEN: 2× Platinum - MC: 3× Platinum - RMNZ: 4× Platinum |
| Guitar Songs                                                                            | - Vydáno: 21. července 2022 - Vydavatelství: Darkroom, Interscope     | —                      | —                      | —                      | —                      | —                      | —                      | —                      | —                      | —                      | —                      |               | |
| "—" značí, že se nahrávka neumístila v hitparádách nebo v tomto území ani nebyla vydána |                                                                       |                        |                        |                        |                        |                        |                        |                        |                        |                        |                        |               | |

### Koncertní extended play
| Title                                            | Details                                                           | Peak chart position |
| Title                                            | Details                                                           | US                  |
| ------------------------------------------------ | ----------------------------------------------------------------- | ------------------- |
| Up Next Session: Billie Eilish                   | - Vydáno: 20. září 2017 - Vydavatelství: Darkroom, Interscope     | —                   |
| Billie Eilish Live at the Steve Jobs Theater     | - Vydáno: 19. prosince 2019 - Vydavatelství: Darkroom, Interscope | —                   |
| Prime Day Show x Billie Eilish                   | - Vydáno: 16. června 2021 - Vydavatelství: Darkroom, Interscope   | 87                  |
| Apple Music Live: Billie Eilish                  | - Vydáno: 1. října 2022 - Vydavatelství: Darkroom, Interscope     | —                   |
| Billie Eilish: Artist of the Year 2024 Live - EP | - Vydáno: 17. prosince 2024 - Vydavatelství: Darkroom, Interscope | —                   |

## Singly

### Jako hlavní umělkyně
| Název                                                                                   | Rok  | Umístění v hitparádách | Umístění v hitparádách | Umístění v hitparádách | Umístění v hitparádách | Umístění v hitparádách | Umístění v hitparádách | Umístění v hitparádách | Umístění v hitparádách | Umístění v hitparádách | Umístění v hitparádách | Certifikace | Album                                                        |
| Název                                                                                   | Rok  | US                     | AUS                    | AUT                    | CAN                    | DEN                    | NLD                    | NOR                    | NZ                     | SWE                    | UK                     | Certifikace | Album                                                        |
| --------------------------------------------------------------------------------------- | ---- | ---------------------- | ---------------------- | ---------------------- | ---------------------- | ---------------------- | ---------------------- | ---------------------- | ---------------------- | ---------------------- | ---------------------- | --- | ------------------------------------------------------------ |
| "Six Feet Under"                                                                        | 2016 | —                      | —                      | —                      | —                      | —                      | —                      | —                      | —                      | —                      | —                      | - RIAA: Gold - ARIA: 2× Platinum - BPI: Silver - IFPI AUT: Gold - IFPI DEN: Gold - MC: 2× Platinum - RMNZ: Platinum                                                                          | Singl bez alb                                                |
| "Ocean Eyes"                                                                            | 2016 | 84                     | 58                     | —                      | 68                     | —                      | —                      | 73                     | 38                     | 88                     | 72                     | - RIAA: 3× Platinum - ARIA: 10× Platinum - BPI: 3× Platinum - IFPI AUT: 2× Platinum - IFPI DEN: 4× Platinum - IFPI NOR: Gold - MC: 9× Platinum - RMNZ: 6× Platinum                           | Všechno úplně všechno a Don't Smile at Me                    |
| "Bellyache"                                                                             | 2017 | —                      | 66                     | —                      | 65                     | —                      | —                      | —                      | —                      | —                      | 79                     | - RIAA: 2× Platinum - ARIA: 6× Platinum - BPI: Platinum - IFPI AUT: Platinum - IFPI DEN: Platinum - MC: Platinum - RMNZ: 3× Platinum                                                         | Don't Smile at Me                                            |
| "Bored"                                                                                 | 2017 | —                      | 53                     | 57                     | —                      | —                      | —                      | 34                     | —                      | 57                     | —                      | - RIAA: Gold - ARIA: 3× Platinum - BPI: Platinum - IFPI AUT: Platinum - IFPI DEN: Gold - MC: 3× Platinum - RMNZ: 2× Platinum                                                                 | Proč? 13x proto                                              |
| "Watch"                                                                                 | 2017 | —                      | —                      | —                      | —                      | —                      | —                      | —                      | —                      | —                      | —                      | - RIAA: Platinum - ARIA: 3× Platinum - BPI: Platinum - IFPI AUT: Gold - IFPI DEN: Gold - MC: 2× Platinum - RMNZ: 2× Platinum                                                                 | Don't Smile at Me                                            |
| "Copycat"                                                                               | 2017 | —                      | —                      | —                      | 100                    | —                      | —                      | —                      | —                      | —                      | —                      | - RIAA: Platinum - ARIA: 2× Platinum - BPI: Gold - IFPI AUT: Gold - IFPI DEN: Gold - MC: 3× Platinum - RMNZ: Platinum                                                                        | Don't Smile at Me                                            |
| "Idontwannabeyouanymore"                                                                | 2017 | 96                     | —                      | —                      | 60                     | —                      | —                      | —                      | —                      | —                      | 78                     | - RIAA: 2× Platinum - ARIA: 4× Platinum - BPI: Platinum - IFPI AUT: Platinum - IFPI DEN: Platinum - MC: 5× Platinum - RMNZ: 3× Platinum                                                      | Don't Smile at Me                                            |
| "My Boy"                                                                                | 2017 | —                      | —                      | —                      | —                      | —                      | —                      | —                      | —                      | —                      | —                      | - RIAA: Platinum - ARIA: 2× Platinum - BPI: Gold - IFPI AUT: Gold - IFPI DEN: Gold - MC: 3× Platinum - RMNZ: 2× Platinum                                                                     | Don't Smile at Me                                            |
| "&Burn" (s Vince Staples)                                                               | 2017 | —                      | —                      | —                      | —                      | —                      | —                      | —                      | —                      | —                      | —                      | - RIAA: Gold - ARIA: Platinum - BPI: Silver - MC: Platinum - RMNZ: Gold | Don't Smile at Me                                            |
| "Bitches Broken Hearts"                                                                 | 2018 | —                      | —                      | —                      | —                      | —                      | —                      | —                      | —                      | —                      | —                      | - RIAA: Platinum - ARIA: Platinum - BPI: Silver - IFPI DEN: Gold - MC: 2× Platinum - RMNZ: Platinum                                                                                          | Don't Smile at Me a When We All Fall Asleep, Where Do We Go? |
| "Lovely" (s Khalid)                                                                     | 2018 | 64                     | 5                      | 60                     | 46                     | —                      | 55                     | 39                     | 4                      | 51                     | 47                     | - RIAA: Diamond - ARIA: 13× Platinum - BPI: 3× Platinum - GLF: 2× Platinum - IFPI AUT: 3× Platinum - IFPI DEN: 3× Platinum - IFPI NOR: 3× Platinum - MC: Diamond - RMNZ: 7× Platinum         | Proč? 13x proto (2. řada) a Don't Smile at Me                |
| "Party Favor"                                                                           | 2018 | —                      | —                      | —                      | —                      | —                      | —                      | —                      | —                      | —                      | —                      | - RIAA: Gold - ARIA: Platinum - BPI: Silver - MC: Platinum - RMNZ: Gold | Don't Smile at Me                                            |
| "You Should See Me in a Crown"                                                          | 2018 | 41                     | 16                     | —                      | 27                     | —                      | 59                     | —                      | —                      | 43                     | 60                     | - RIAA: 2× Platinum - ARIA: 4× Platinum - BPI: Platinum - IFPI AUT: Platinum - IFPI DEN: Gold - MC: 4× Platinum - RMNZ: 2× Platinum                                                          | When We All Fall Asleep, Where Do We Go?                     |
| "When the Party's Over"                                                                 | 2018 | 29                     | 7                      | 25                     | 14                     | 16                     | 34                     | 9                      | 3                      | 10                     | 21                     | - RIAA: 4× Platinum - ARIA: 11× Platinum - BPI: 3× Platinum - GLF: 3× Platinum - IFPI AUT: 2× Platinum - IFPI DEN: 2× Platinum - IFPI NOR: 3× Platinum - MC: 9× Platinum - RMNZ: 6× Platinum | When We All Fall Asleep, Where Do We Go?                     |
| "Come Out and Play"                                                                     | 2018 | 69                     | 23                     | 53                     | 36                     | —                      | 77                     | —                      | 17                     | 69                     | 47                     | - ARIA: Platinum - BPI: Silver - MC: Platinum - RMNZ: Platinum | When We All Fall Asleep, Where Do We Go?                     |
| "When I Was Older"                                                                      | 2019 | —                      | —                      | —                      | —                      | —                      | —                      | —                      | —                      | —                      | —                      | - ARIA: Gold - MC: Gold | Roma a When We All Fall Asleep, Where Do We Go?              |
| "Bury a Friend"                                                                         | 2019 | 14                     | 3                      | 6                      | 10                     | 8                      | 10                     | 2                      | 2                      | 1                      | 6                      | - RIAA: 3× Platinum - ARIA: 6× Platinum - BPI: Platinum - GLF: 2× Platinum - IFPI AUT: Platinum - IFPI DEN: Platinum - IFPI NOR: Platinum - MC: 5× Platinum - RMNZ: 3× Platinum              | When We All Fall Asleep, Where Do We Go?                     |
| "Wish You Were Gay"                                                                     | 2019 | 31                     | 5                      | 16                     | 12                     | 12                     | 35                     | 14                     | 2                      | 13                     | 13                     | - RIAA: Platinum - ARIA: 3× Platinum - BPI: Platinum - GLF: Gold - IFPI AUT: Platinum - IFPI DEN: Platinum - IFPI NOR: Gold - MC: 3× Platinum - RMNZ: 2× Platinum                            | When We All Fall Asleep, Where Do We Go?                     |
| "Bad Guy"                                                                               | 2019 | 1                      | 1                      | 2                      | 1                      | 2                      | 5                      | 1                      | 1                      | 2                      | 2                      | - RIAA: Diamond - ARIA: 18× Platinum - BPI: 5× Platinum - GLF: 4× Platinum - IFPI AUT: 5× Platinum - IFPI DEN: 4× Platinum - IFPI NOR: 4× Platinum - MC: Diamond - RMNZ: 7× Platinum         | When We All Fall Asleep, Where Do We Go?                     |
| "All the Good Girls Go to Hell"                                                         | 2019 | 46                     | 8                      | —                      | 19                     | 29                     | 42                     | 22                     | 9                      | 25                     | 77                     | - RIAA: Platinum - ARIA: 2× Platinum - BPI: Platinum - IFPI AUT: Platinum - IFPI DEN: Gold - MC: 3× Platinum - RMNZ: Platinum                                                                | When We All Fall Asleep, Where Do We Go?                     |
| "Everything I Wanted"                                                                   | 2019 | 8                      | 2                      | 3                      | 6                      | 4                      | 4                      | 1                      | 2                      | 3                      | 3                      | - RIAA: 3× Platinum - ARIA: 8× Platinum - BPI: 2× Platinum - GLF: Platinum - IFPI AUT: 2× Platinum - IFPI DEN: 2× Platinum - IFPI NOR: 2× Platinum - MC: 7× Platinum - RMNZ: 4× Platinum     | When We All Fall Asleep, Where Do We Go?                     |
| "No Time to Die"                                                                        | 2020 | 16                     | 4                      | 2                      | 11                     | 4                      | 3                      | 3                      | 9                      | 3                      | 1                      | - RIAA: Platinum - ARIA: 2× Platinum - BPI: Platinum - IFPI AUT: Platinum - IFPI DEN: Platinum - IFPI NOR: Gold - MC: 2× Platinum - RMNZ: Platinum                                           | Není čas zemřít                                              |
| "Ilomilo"                                                                               | 2020 | 62                     | 23                     | —                      | 38                     | —                      | 63                     | —                      | —                      | 63                     | —                      | - RIAA: Gold - ARIA: 2× Platinum - BPI: Silver - IFPI AUT: Gold - IFPI DEN: Gold - MC: 2× Platinum - RMNZ: Platinum                                                                          | When We All Fall Asleep, Where Do We Go?                     |
| "My Future"                                                                             | 2020 | 6                      | 3                      | 28                     | 9                      | 18                     | 30                     | 12                     | 4                      | 12                     | 7                      | - ARIA: Platinum - BPI: Gold - IFPI AUT: Gold - IFPI DEN: Gold - MC: 2× Platinum - RMNZ: Platinum                                                                                            | Happier Than Ever                                            |
| "Therefore I Am"                                                                        | 2020 | 2                      | 3                      | 2                      | 2                      | 3                      | 11                     | 2                      | 1                      | 4                      | 2                      | - ARIA: 5× Platinum - BPI: Platinum - GLF: Gold - IFPI AUT: Platinum - IFPI DEN: Gold - MC: 4× Platinum - RMNZ: 2× Platinum                                                                  | Happier Than Ever                                            |
| "Lo Vas a Olvidar" (s Rosalía)                                                          | 2021 | 62                     | 57                     | 37                     | 50                     | —                      | 50                     | 22                     | —                      | 37                     | 35                     | | Euphoria: Music from the HBO Original Series                 |
| "Your Power"                                                                            | 2021 | 10                     | 9                      | 8                      | 6                      | 7                      | 9                      | 2                      | 5                      | 3                      | 5                      | - ARIA: 2× Platinum - BPI: Gold - IFPI AUT: Gold - IFPI DEN: Gold - MC: 2× Platinum - RMNZ: Platinum                                                                                         | Happier Than Ever                                            |
| "Lost Cause"                                                                            | 2021 | 27                     | 18                     | 24                     | 16                     | 35                     | 48                     | 23                     | 15                     | 25                     | 14                     | - ARIA: Platinum - BPI: Silver - MC: Platinum - RMNZ: Gold | Happier Than Ever                                            |
| "NDA"                                                                                   | 2021 | 39                     | 16                     | 31                     | 18                     | —                      | 55                     | 16                     | 14                     | 25                     | 23                     | - ARIA: Platinum - IFPI AUT: Gold - BPI: Silver - MC: Platinum - RMNZ: Gold | Happier Than Ever                                            |
| "Happier Than Ever"                                                                     | 2021 | 11                     | 3                      | 12                     | 6                      | 11                     | 15                     | 5                      | 4                      | 13                     | 4                      | - ARIA: 5× Platinum - BPI: 2× Platinum - GLF: Gold - IFPI AUT: 2× Platinum - IFPI DEN: Platinum - MC: 6× Platinum - RMNZ: 4× Platinum                                                        | Happier Than Ever                                            |
| "Male Fantasy"                                                                          | 2021 | —                      | 59                     | —                      | 62                     | —                      | —                      | —                      | —                      | —                      | —                      | - ARIA: Platinum - BPI: Silver - MC: Gold - RMNZ: Gold | Happier Than Ever                                            |
| "Hotline (Edit)"                                                                        | 2023 | —                      | —                      | —                      | —                      | —                      | —                      | —                      | 33                     | —                      | 69                     | - ARIA: Platinum - BPI: Silver - RMNZ: Gold | Singl bez alb                                                |
| "What Was I Made For?"                                                                  | 2023 | 14                     | 1                      | 3                      | 10                     | 13                     | 5                      | 4                      | 2                      | 5                      | 1                      | - RIAA: Platinum - ARIA: 4× Platinum - BPI: Platinum - GLF: Platinum - IFPI AUT: Gold - IFPI DEN: Platinum - MC: 4× Platinum - RMNZ: 2× Platinum                                             | Barbie                                                       |
| "Lunch"                                                                                 | 2024 | 5                      | 5                      | 2                      | 7                      | 6                      | 4                      | 4                      | 2                      | 4                      | 2                      | - RIAA: Platinum - ARIA: 3× Platinum - BPI: Platinum - IFPI AUT: Gold - IFPI DEN: Gold - MC: 2× Platinum - RMNZ: Platinum                                                                    | Hit Me Hard and Soft                                         |
| "Birds of a Feather"                                                                    | 2024 | 2                      | 1                      | 3                      | 3                      | 7                      | 4                      | 4                      | 1                      | 5                      | 2                      | - RIAA: 5× Platinum - ARIA: 7× Platinum - BPI: 2x Platinum - IFPI AUT: Platinum - IFPI DEN: 2× Platinum - MC: 5× Platinum - RMNZ: 3× Platinum                                                | Hit Me Hard and Soft                                         |
| "Chihiro"                                                                               | 2025 | 12                     | 7                      | 3                      | 12                     | 12                     | 10                     | 7                      | 6                      | 23                     | 7                      | - RIAA: Platinum - ARIA: 2× Platinum - BPI: Gold - MC: 2× Platinum - RMNZ: Platinum | Hit Me Hard and Soft                                         |
| "Wildflower"                                                                            | 2025 | 17                     | 14                     | 24                     | 20                     | 30                     | 22                     | 19                     | 11                     | 34                     | 7                      | - RIAA: 2× Platinum - ARIA: 2× Platinum - BPI: Platinum - IFPI DEN: Gold - MC: 2× Platinum - RMNZ: Platinum                                                                                  | Hit Me Hard and Soft                                         |
| "—" značí, že se nahrávka neumístila v hitparádách nebo v tomto území ani nebyla vydána |      |                        |                        |                        |                        |                        |                        |                        |                        |                        |                        | |                                                              |

### Jako vedlejší umělkyně
| Název                                    | Rok  | Umístění v hitparádách | Umístění v hitparádách | Umístění v hitparádách | Umístění v hitparádách | Umístění v hitparádách | Umístění v hitparádách | Umístění v hitparádách | Umístění v hitparádách | Umístění v hitparádách | Umístění v hitparádách | Certifikace                                   | Album                                                  |
| Název                                    | Rok  | US                     | AUS                    | CAN                    | GER                    | NLD                    | NOR                    | NZ                     | SWE                    | UK                     | WW                     | Certifikace                                   | Album                                                  |
| ---------------------------------------- | ---- | ---------------------- | ---------------------- | ---------------------- | ---------------------- | ---------------------- | ---------------------- | ---------------------- | ---------------------- | ---------------------- | ---------------------- | --------------------------------------------- | ------------------------------------------------------ |
| "Guess" (Charli XCX feat. Billie Eilish) | 2024 | 12                     | 1                      | 9                      | 14                     | 14                     | 9                      | 1                      | 7                      | 1                      | 3                      | - ARIA: Platinum - BPI: Platinum - RMNZ: Gold | Brat and It's Completely Different but Also Still Brat |

### Promo singly
| Název               | Rok  | Umístění v hitparádách | Umístění v hitparádách | Umístění v hitparádách | Umístění v hitparádách | Umístění v hitparádách | Umístění v hitparádách | Umístění v hitparádách | Umístění v hitparádách | Umístění v hitparádách | Certifikace                                                                 | Album                |
| Název               | Rok  | US                     | AUS                    | BRA                    | CAN                    | DEN                    | NOR                    | NZ                     | SWE                    | WW                     | Certifikace                                                                 | Album                |
| ------------------- | ---- | ---------------------- | ---------------------- | ---------------------- | ---------------------- | ---------------------- | ---------------------- | ---------------------- | ---------------------- | ---------------------- | --------------------------------------------------------------------------- | -------------------- |
| "L'Amour de Ma Vie" | 2024 | 22                     | 15                     | 65                     | 21                     | 38                     | 40                     | 15                     | 72                     | 17                     | - RIAA: Platinum - ARIA: Platinum - BPI: Silver - MC: Platinum - RMNZ: Gold | Hit Me Hard and Soft |

## Další umístěné a certifikované písně
| Název                                                                                   | Rok  | Umístění v hitparádách | Umístění v hitparádách | Umístění v hitparádách | Umístění v hitparádách | Umístění v hitparádách | Umístění v hitparádách | Umístění v hitparádách | Umístění v hitparádách | Umístění v hitparádách | Umístění v hitparádách | Certifikace | Album                                    |
| Název                                                                                   | Rok  | US                     | AUS                    | CAN                    | GER                    | ITA                    | NLD                    | NOR                    | NZ                     | SWE                    | UK                     | Certifikace | Album                                    |
| --------------------------------------------------------------------------------------- | ---- | ---------------------- | ---------------------- | ---------------------- | ---------------------- | ---------------------- | ---------------------- | ---------------------- | ---------------------- | ---------------------- | ---------------------- | --- | ---------------------------------------- |
| "Hostage"                                                                               | 2017 | —                      | —                      | —                      | —                      | —                      | —                      | —                      | —                      | —                      | —                      | - RIAA: Platinum - ARIA: 2× Platinum - BPI: Gold - MC: 2× Platinum - RMNZ: Platinum                                      | Don't Smile at Me                        |
| "!!!!!!!"                                                                               | 2019 | —                      | —                      | 79                     | —                      | —                      | —                      | —                      | —                      | —                      | —                      | | When We All Fall Asleep, Where Do We Go? |
| "Xanny"                                                                                 | 2019 | 35                     | 10                     | 26                     | 78                     | 91                     | 48                     | 35                     | 22                     | 32                     | —                      | - RIAA: Platinum - ARIA: 2× Platinum - BPI: Silver - MC: 2× Platinum - RMNZ: Platinum                                    | When We All Fall Asleep, Where Do We Go? |
| "8"                                                                                     | 2019 | 79                     | 35                     | 52                     | —                      | —                      | 83                     | —                      | —                      | 77                     | —                      | - RIAA: Gold - ARIA: Platinum - BPI: Silver - MC: Platinum - RMNZ: Gold                                                  | When We All Fall Asleep, Where Do We Go? |
| "My Strange Addiction"                                                                  | 2019 | 43                     | 12                     | 21                     | 86                     | 100                    | 51                     | 39                     | 21                     | 46                     | —                      | - RIAA: Platinum - ARIA: 2× Platinum - BPI: Gold - MC: 2× Platinum - RMNZ: Platinum                                      | When We All Fall Asleep, Where Do We Go? |
| "Listen Before I Go"                                                                    | 2019 | 63                     | 29                     | 42                     | —                      | —                      | 73                     | —                      | —                      | 71                     | —                      | - RIAA: Gold - ARIA: 2× Platinum - BPI: Gold - MC: 2× Platinum - RMNZ: Platinum                                          | When We All Fall Asleep, Where Do We Go? |
| "I Love You"                                                                            | 2019 | 53                     | 20                     | 35                     | —                      | —                      | 61                     | 38                     | 39                     | 47                     | —                      | - RIAA: Platinum - ARIA: 4× Platinum - BPI: Platinum - FIMI: Gold - IFPI NOR: Gold - MC: 4× Platinum - RMNZ: 2× Platinum | When We All Fall Asleep, Where Do We Go? |
| "Goodbye"                                                                               | 2019 | —                      | —                      | 69                     | —                      | —                      | —                      | —                      | —                      | —                      | —                      | - ARIA: Gold - BPI: Silver - MC: Platinum - RMNZ: Gold                                                                   | When We All Fall Asleep, Where Do We Go? |
| "Getting Older"                                                                         | 2021 | 69                     | 35                     | 41                     | —                      | —                      | 60                     | —                      | 32                     | 64                     | 28                     | - ARIA: Platinum - BPI: Silver - MC: Gold - RMNZ: Gold                                                                   | Happier Than Ever                        |
| "I Didn't Change My Number"                                                             | 2021 | 80                     | 45                     | 52                     | —                      | —                      | 64                     | —                      | —                      | 82                     | —                      | - ARIA: Platinum - MC: Gold - RMNZ: Gold                                                                                 | Happier Than Ever                        |
| "Billie Bossa Nova"                                                                     | 2021 | 70                     | 40                     | 46                     | —                      | —                      | —                      | —                      | —                      | 98                     | —                      | - ARIA: Platinum - BPI: Silver - MC: Gold - RMNZ: Platinum                                                               | Happier Than Ever                        |
| "Oxytocin"                                                                              | 2021 | 72                     | 38                     | 47                     | —                      | —                      | —                      | 33                     | —                      | 52                     | 32                     | - ARIA: Gold - MC: Gold - RMNZ: Gold                                                                                     | Happier Than Ever                        |
| "Goldwing"                                                                              | 2021 | —                      | 69                     | 72                     | —                      | —                      | —                      | —                      | —                      | —                      | —                      | | Happier Than Ever                        |
| "Halley's Comet"                                                                        | 2021 | 90                     | 58                     | 59                     | —                      | —                      | —                      | —                      | —                      | 70                     | —                      | - ARIA: Gold - BPI: Silver - RMNZ: Gold                                                                                  | Happier Than Ever                        |
| "Not My Responsibility"                                                                 | 2021 | —                      | 99                     | 98                     | —                      | —                      | —                      | —                      | —                      | —                      | —                      | - ARIA: Gold | Happier Than Ever                        |
| "Overheated"                                                                            | 2021 | —                      | 84                     | 85                     | —                      | —                      | —                      | —                      | —                      | —                      | —                      | - ARIA: Gold | Happier Than Ever                        |
| "Everybody Dies"                                                                        | 2021 | —                      | 90                     | 90                     | —                      | —                      | —                      | —                      | —                      | —                      | —                      | - ARIA: Gold | Happier Than Ever                        |
| "TV"                                                                                    | 2022 | 52                     | 23                     | 30                     | 81                     | —                      | 78                     | 33                     | 17                     | 22                     | 23                     | - ARIA: Platinum - BPI: Gold - MC: Platinum - RMNZ: Platinum                                                             | Guitar Songs                             |
| "The 30th"                                                                              | 2022 | 79                     | 31                     | 48                     | —                      | —                      | 100                    | —                      | 22                     | —                      | 33                     | - ARIA: Platinum - BPI: Silver - MC: Gold - RMNZ: Gold                                                                   | Guitar Songs                             |
| "Skinny"                                                                                | 2024 | 18                     | 13                     | 22                     | —                      | —                      | —                      | 26                     | 10                     | 56                     | —                      | - RIAA: Gold - ARIA: Platinum - BPI: Silver - MC: Gold - RMNZ: Gold                                                      | Hit Me Hard and Soft                     |
| "The Greatest"                                                                          | 2024 | 24                     | 18                     | 27                     | —                      | —                      | —                      | 38                     | 16                     | 76                     | 69                     | - RIAA: Platinum - ARIA: Platinum - BPI: Silver - MC: Platinum - RMNZ: Gold                                              | Hit Me Hard and Soft                     |
| "The Diner"                                                                             | 2024 | 31                     | 22                     | 32                     | —                      | —                      | —                      | —                      | 19                     | 100                    | —                      | - RIAA: Gold - ARIA: Gold - MC: Gold                                                                                     | Hit Me Hard and Soft                     |
| "Bittersuite"                                                                           | 2024 | 36                     | 23                     | 34                     | —                      | —                      | —                      | —                      | 20                     | —                      | —                      | - RIAA: Gold - ARIA: Gold                                                                                                | Hit Me Hard and Soft                     |
| "Blue"                                                                                  | 2024 | 25                     | 20                     | 23                     | 57                     | —                      | —                      | 21                     | 13                     | 54                     | —                      | - RIAA: Gold - ARIA: Platinum - BPI: Silver - MC: Platinum - RMNZ: Gold                                                  | Hit Me Hard and Soft                     |
| "—" značí, že se nahrávka neumístila v hitparádách nebo v tomto území ani nebyla vydána |      |                        |                        |                        |                        |                        |                        |                        |                        |                        |                        | |                                          |

## Spoluumělkyně
| Název                 | Rok  | Další umělec      | Album                       |
| --------------------- | ---- | ----------------- | --------------------------- |
| "Sirens"              | 2018 | Denzel Curry, JID | Ta13oo                      |
| "Sunny"               | 2020 | Finneas O'Connell | One World: Together at Home |
| "Never Felt So Alone" | 2023 | Labrinth          | Ends & Begins               |
| "Soft Kissing Hour"   | 2024 | Nat & Alex Wolff  | Singl bez alb               |

## Videografie

### Video alba
| Název                          | Detaily |
| ------------------------------ | --- |
| Live at the Steve Jobs Theater | - Vydáno: 4. prosince 2019 (streamování) / 19. prosince 2019 (ke stažení) - Vydavatelství: Apple Music/Darkroom/Interscope |

### Videoklipy
| Název                           | Rok                  | Verze                | Režisér                     | Reference            |
| Jako hlavní umělkyně            | Jako hlavní umělkyně | Jako hlavní umělkyně | Jako hlavní umělkyně        | Jako hlavní umělkyně |
| ------------------------------- | -------------------- | -------------------- | --------------------------- | -------------------- |
| "Ocean Eyes"                    | 2016                 | Original             | Megan Thompson              | [ 90 ]               |
| "Six Feet Under"                | 2016                 | Original             | Billie Eilish               | [ 91 ]               |
| "Ocean Eyes"                    | 2016                 | Dance performance    | WeWrkWknds                  | [ 92 ]               |
| "Bellyache"                     | 2017                 | Original             | Miles and AJ                | [ 93 ]               |
| "Bored"                         | 2017                 | Original             | Billie Eilish               | [ 94 ]               |
| "Watch"                         | 2017                 | Original             | Megan Park                  | [ 95 ]               |
| "Idontwannabeyouanymore"        | 2018                 | Vertical             | Eli Born                    | [ 96 ]               |
| "Lovely" (s Khalid)             | 2018                 | Original             | Taylor Cohen, Matty Peacock | [ 97 ]               |
| "Hostage"                       | 2018                 | Original             | Henry Scholfield            | [ 98 ]               |
| "You Should See Me in a Crown"  | 2018                 | Vertical             | Billie Eilish               | [ 99 ]               |
| "When the Party's Over"         | 2018                 | Original             | Carlos López Estrada        | [ 100 ]              |
| "Bury a Friend"                 | 2019                 | Original             | Michael Chaves              | [ 101 ]              |
| "Bad Guy"                       | 2019                 | Original             | Dave Meyers                 | [ 102 ]              |
| "You Should See Me in a Crown"  | 2019                 | Original             | Takashi Murakami            | [ 103 ]              |
| "Bad Guy"                       | 2019                 | Vertical             | Dave Meyers                 | [ 104 ]              |
| "All the Good Girls Go to Hell" | 2019                 | Original             | Rich Lee                    | [ 105 ]              |
| "Xanny"                         | 2019                 | Original             | Billie Eilish               | [ 106 ]              |
| "Everything I Wanted"           | 2020                 | Original             | Billie Eilish               | [ 107 ]              |
| "My Future"                     | 2020                 | Original             | Andrew Onorato              | [ 108 ]              |
| "No Time to Die"                | 2020                 | Original             | Daniel Kleinman             | [ 110 ]              |
| "Therefore I Am"                | 2020                 | Original             | Billie Eilish               | [ 111 ]              |
| "Lo Vas a Olvidar" (s Rosalía)  | 2021                 | Original             | Nabil                       | [ 112 ]              |
| "Your Power"                    | 2021                 | Original             | Billie Eilish               | [ 113 ]              |
| "Lost Cause"                    | 2021                 | Original             | Billie Eilish               | [ 114 ]              |
| "NDA"                           | 2021                 | Original             | Billie Eilish               | [ 115 ]              |
| "Happier Than Ever"             | 2021                 | Original             | Billie Eilish               | [ 116 ]              |
| "Male Fantasy                   | 2021                 | Original             | Billie Eilish               | [ 117 ]              |
| "What Was I Made For?"          | 2023                 | Original             | Billie Eilish               |                      |
| "Lunch"                         | 2024                 | Original             | Billie Eilish               |                      |
| "Chihiro"                       | 2024                 | Original             | Billie Eilish               |                      |
| "Birds Of A Feather"            | 2024                 | Original             | Aidan Zamiri                | [ 118 ]              |
| "Guess" (s Charli xcx)          | 2024                 | Original             | Aidan Zamiri                |                      |